# Wheels (Glee)
Wheels es el noveno episodio de la primera temporada de Glee. Este episodio muestra a los Miembros de New Directions del Glee Club haciendo una venta de pasteles para recaudar dinero para conseguir un autobús accesible para discapacitados, para que así, Artie pueda viajar con ellos a las Seccionales. Quinn lucha con los gastos médicos debido a su embarazo, y Puck le ofrece ayuda. Sue acepta a Becky Jackson en su Cheerios, lo cual lleva a Will a cuestionar sus motivos, y Kurt y Rachel compiten por un solo.
McHale ha llamado "Wheels", el episodio "más serio" de Glee hasta el momento, mientras que Murphy considera que "es el punto de inflexión para el espectáculo".El episodio presenta dos nuevos personajes, Lauren Potter como Becky Jackson y Robin Trocki como Jean Silvestre. Cuenta con las interpretaciones musicales de Nouvelle Vague 's la canción "Dancing with Myself",
"Defying Gravity" del musicak Wicked y de Ike & Tina Turner la versión de "Proud Mary". "Dancing With Myself" es la primera interpretacoón en solista de McHale en el programa. "Defying Gravity" es interpretada por Colfer y cuanta que la experiencia en la preparatoria, que vio a su profesor de teatro se niegan a permitir que cantara la canción a causa de su sexualidad.La canción "Proud Mary" es interpretada en su totalidad en sillas de ruedas, y fue descrito por el coreógrafo de la serie Zach Woodlee como la coreografía "más terrorífica" producida hasta la fecha.
En su estreno en Estados Unidos fue visto por 7,35 millones de espectadores estadounidenses, Paris Barclay fue nominada en los Premio de Sindicato de directores de Estados Unidos en la categoría "Mejor dirección serie de comedia".Se llevó a críticas por parte de un comité de artistas con discapacidad, que sentía que no era apropiado para preparar a un actor sin discapacidad en un papel con discapacidad. El episodio recibió críticas generalmente positivas por parte de los medios gráficos, Tim Stack de Entertainment Weekly de Aly Semigran de MTV escribieron que el episodio los hizo llorar. Los revisores Alan Sepinwall de The Star-Ledger y Maureen Ryan del Chicago Tribune, comentarón en forma positiva sobre el episodio, a pesar de que antes de haber dado opiniones desfavorables a la serie en su conjunto. Por el contrario, Mike Hale del New York Times consideró al episodio como problemático.

## Trama
El director del Club Glee, Will Schuester (Matthew Morrison) descubrió que el presupuesto de la escuela no cubrirá un autobús con acceso para discapacitados para el transporte del coro a las seccionales, es decir, Artie tendrá que viajar por separado del resto del club. Se alienta a los otros miembros del club para apoyar a Artie, no solo por la celebración de una venta de pasteles para recaudar fondos para un bus de discapacidad, sino también por pasar el tiempo en sillas de ruedas para experimentar lo que es la vida para él. Mientras tanto, Quinn está luchando para cubrir los gastos médicos de su embarazo, y amenaza con romper con Finn, si no puede pagar su cuenta de ultrasonido. Puck se pelea con Finn, que se siente no hace lo suficiente para apoyar a Quinn. Con la inclusión de cannabis en los pasteles, Puck asegura la venta de pasteles es un éxito y ofrece Quinn el dinero recaudado. Ella se disculpa por llamar antes le un perdedor, pero se niega a aceptar el dinero, y se alivia cuando Finn es capaz de encontrar un puesto de trabajo (con la ayuda de Rachel).
Kurt (Chris Colfer) y Rachel (Lea Michele) compiten por un solo de "Defying Gravity". La parte (normalmente realizado por una mujer) se ofrece inicialmente a Rachel, pero cuando el padre de Kurt (Mike O'Malley) se queja al Director Figgins (Iqbal Theba) que su hijo está siendo discriminado, Kurt se le haga una prueba. Su padre recibe una llamada anónima telefónica abusiva sobre la orientación sexual de su hijo, y Kurt sabotea deliberadamente su propia audición para salvar el acoso de su padre.
Artie revela el origen de su discapacidad a Tina (Jenna Ushkowitz), explicando que él quedó paralítico en un accidente automovilístico a la edad de ocho años.Tina le confiesa que ha estado fingiendo su impedimento en el habla desde el sexto grado, con el fin de desviar la atención de sí misma.
Tras haber eliminado Quinn desde el equipo de porristas debido a su embarazo, el entrenador Sue Sylvester se ve obligado a celebrar audiciones para encontrar un reemplazo. Ella acepta Becky Jackson (Lauren Potter), estudiante de segundo año con síndrome de Down. Se sospecha de sus motivos, cada vez más por lo que cuando Sue dona dinero a la escuela para financiar tres rampas para discapacitados de nuevas versiones de los estudiantes con discapacidades. Se revela a la audiencia que más de Sue, la hermana de Jean (Robin Trocki) también tiene síndrome de Down, y vive en un hogar residencial para personas con discapacidad. El episodio termina con el coro interpretando "Proud Mary", llevando a cabo toda la rutina en silla de ruedas en apoyo de Artie.

## Producción
Kevin McHale ha considerado que "Wheels", fue el episodio "más serio" de Glee hasta la fecha. Le gusto el desarrollo de Artie en el episodio, y explicó que cuando fue elegido para el papel, no conocía del todo la historia de su personaje. Él creía que Artie se paralizó después en vida. El romance entre Artie y Tina, opinó: "Creo que Tina y Artie van estar juntos. Creo que será una pareja por un largo tiempo".
Él explicó que desde el inicio de producción de la serie, el creador Ryan Murphy expresó la creencia de que Artie y Tina deben estar juntos, y así que él y Jenna Ushkowitz. McHale se sorprendió por la reacción de Artie por el falsos tartamudeo de Tina, y fue inicialmente inseguro "por qué era tan dramático".Sin embargo, concluyó: "Realmente creo que Artie se enamoró de Tina, ya que se distinguen por sus discapacidades.Ya están siendo marginados de la clase de Glee, pero dentro de ese grupo que comparten una conexión de modo que basan en su relación, Artie no sabía qué hacer McHale y Ushkowitz tenía esperanza de que sus personajes en última instancia se convierten en una pareja, ya que ambos son mejores amigos en la vida real.
Murphy llamó "Wheels", "el punto de reflexión de la serie". También declaró: "Ciertamente, después de esto, sigue siendo una comedia, y es divertido, pero escribir esto me hizo sentir la responsabilidad de mostrar la verdad del dolor. que los marginados pasan. Murphy comentó que el episodio le hizo darse cuenta de que, así como destacar la "diversión y el glamour" del Club Glee, también es mostrar la parte más vulnerable de lo que la gente que se siente diferente en distintas ocasiones"
Los personajes recurrentes que aparecen en el episodio son el padre de Kurt Burt Hummel (Mike O'Malley), los miembros del Club Glee (Heather Morris), Santana Lopez (Naya Rivera), Mike Chang (Harry Shum, Jr.) y Matt Rutherford (Dijon Talton ), Jacob Ben Israel (Josh Sussman), Director Figgins (Iqbal Theba) y el exdirector de Glee Club Sandy Ryerson (Stephen Tobolowsky).En el episodio "Wheels" fueron invitados los siguientes actores Cheryl Francis Harrington y Sandy Ryerson (Stephen Tobolowsky) como enfermera y gerente de un centro residencial local, y también presenta a dos personajes con Síndrome de Down, Robin Trocki como la hermana de Sylvester Sue Jean, y Lauren Potter como Becky Jackson, un estudiante de segundo año en el William McKinley High School.
Potter es un miembro de la Asociación Síndrome de Down de Los Ángeles, y fue contactado por la audición a través de la asociación de la agencia principal de talento, corazón y manos.Catorce actrices se presentaron para el papel, que Potter considera "una gran experiencia" para llevarla a cabo.

### Música y coreografía

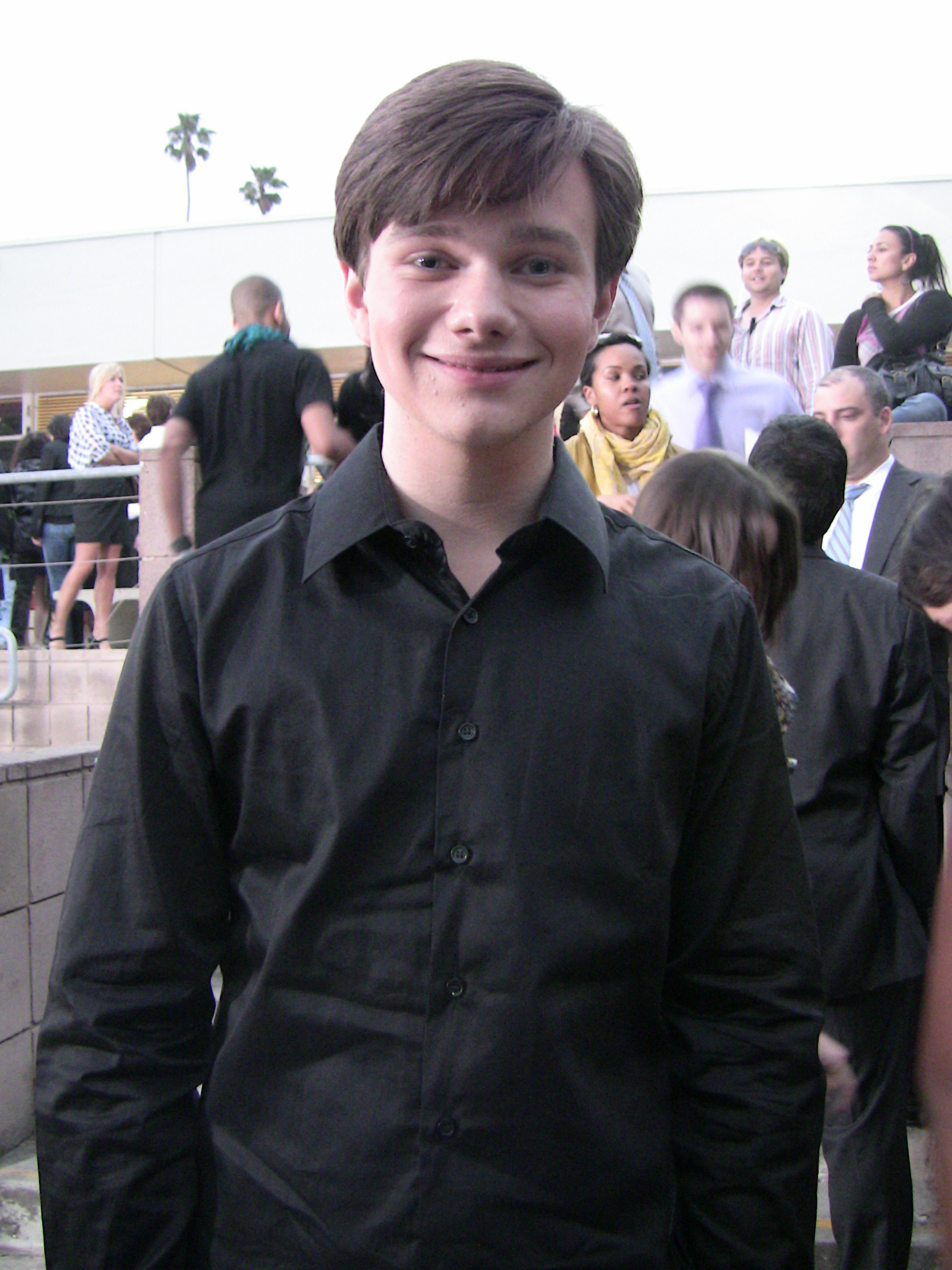
La canción "Defying Gravity" es cantado por Colfer.

En el episodio se puede ver las versiones musicales de la canción "Dancing with Myself" de Nouvelle vague, "Defying Gravity" del musical Wicked, la canción "Proud Mary" de Ike y Tina Turner. Las versiones de Glee tanto de Michele y Chris Colfer actuaron en solistas en "Defying Gravity", fueron lanzados como sencillos disponibles para descarga digital.
Mientras que "Proud Mary" y "Dancing With Myself" no entraron en las gráficas, "Defying Gravity" alcanzó el puesto 58 en Australia, 38. en Canadá y 31 en los Estados Unidos La versión a dúo de "Defying Gravity" es cantado por Chris Colfer y Lea Michele que apareció en la banda sonora Glee: The Music, Volume 1.
Murphy selecciona "Defying Gravity" para el episodio después de que Colfer difundió una historia de sus días en la secundaria, por lo que su profesor de teatro no le permitió cantar la canción a causa de su sexualidad Colfer declaró que la oportunidad de cantar por fin la canción "realmente significaba una experiencia para él", y que:"es absolutamente aterrador verte a ti mismo hacer algo que has soñado durante tanto tiempo, sé que no soy el mejor cantante, pero creo que el mensaje de la canción trata sobre los diferentes problemas impuestos por los demás, esta canción le va llegar a la gente".
"Dancing With Myself" es la primera actuación solista de McHale en el programa. Murphy comentó que la actuación es la oportunidad de que Artie de "desprenderse de la incomprensión de todo el restó" y expresarse a sí mismo, explicando que a pesar de Artie suele ser "un hombre muy seguro" que no se preocupa por las opiniones de los de más si no de él, en "Wheels" el ve a sus amigos en sillas de ruedas:"así que esta actuación es todo acerca de él diciendo:Mira, esto es lo que soy, y esto es lo que quiero ser" McHale ha declarado que su actuación como Artie lo ha hecho más conscientes de los retos que enfrentan las personas con discapacidades diferentes".
El coreógrafo Zach Woodlee describió a "Proud Mary" como uno de los número musicales "más sufrido" a nivel de producción  , hubo problemas con la coreografía en la rutina completa en silla de ruedas. Woodlee explicó que las rampas de la etapa fueron construidas inicialmente demasiado áspera, el prejuicio de los actores de subirse en sillas de ruedas, y que los actores tuvieron problemas para aprender a distribuir su peso correcto, voltear la silla de ruedas hacia atrás: "Todos los actores cayeron hacia atrás y se golpearon la cabeza, especialmente Lea Michele pierde el equilibrio muy rápido al intentar subir una rampa en silla de ruedas Amber Riley toma una curva bajando por una rampa y se cae por completo; hubo accidentes durante la coreografía todo lo que podía salir mal, y término saliendo mal afirmó"
Murphy específico a Woodlee que los miembros del elenco no debería ser capases de dejar su silla de ruedas durante el número, como: "Artie no logra levantarse nunca, por lo que no quería que nadie se levantara" Woodlee quedó de acuerdo. Si le parecía demasiado fácil y divertido, que no le darían el derecho a Ryan quería que la gente entienda lo que se refieren cuando hablan sobre Artie".

## Recepción

### Audiencia
Es su estreno en Estados Unidos "Wheels" por 7,35 millones de televidentes en Estados Unidos, obteniendo una cuota en pantalla de 3,3/8 entre la audiencia de adultos con edades de la franja de 18-49. Fue el programa 22° más visto en Canadá durante la semana de la emisión, alcanzando 1,69 millones los espectadores. En el Reino Unido, el episodio fue visto por 1.877 millones de espectadores (1.463 millones en E4, y 414.000 en E4 +1), convirtiéndose en el programa más visto de la cadena E4 y E4 1 entre la semana. Phillip W. Palmer mezclador de producción y los mezcladores de sonido Joseph H. Earle Jr. y Doug Andham fueron nominados para el "Logro Destacado en Mezcla de Sonido para una Serie de Televisión" en los Cinema Audio Society Awards 2009 por su trabajo en "Wheels". El episodio fue honrado en el 2010 por la Academia de Televisión de Honor a título de ejemplo "Televisión con conciencia". La Academia de Artes y Ciencias Televisivas lo calificó como un episodio "dinámico".
Paris Barclay fue nominada en los Premio de Sindicato de directores de Estados Unidos en la categoría "Mejor dirección serie de comedia". En la 62° Primetime Emmy Awards en la categoría Mejor dirección - Serie de comedia, donde Paris Barclay resulta ganadora por su trabajo en "Wheels".O'Malley fue nominado en la categoría Mejor actor invitado - Serie de comedia por su papel de Burt Hummel.

### Críticas
El episodio atrajo críticas por parte de un comité de artistas con discapacidad, que sentía que echando un actor sin discapacidad para desempeñar un estudiante discapacitado era inapropiado. Robert David Hall estrella de CSI comentó: "Creo que hay un temor a la polémica, que una persona con discapacidad puede frenar una producción baja, temen que el público puedan sentirse incómodos". El productor ejecutivo de Glee Brad Falchuk respondió que si bien entiende la preocupación y la frustración de los defensores de la discapacidad, McHale tenía la capacidad y el carisma, el canto y actuación necesarios para la función y: "es difícil decir que no a alguien con tanto talento". McHale ha indicado que él se complace en representar a un personaje en una silla de ruedas,y que: "Creo que lo bueno de esto es simplemente porque está en una silla de ruedas, todavía puede hacer lo que hace todo el mundo".  Kristin Dos Santos de E!Online rechazo las críticas del episodio, opinando que:"Wheels tiene que ver con el empoderamiento de las personas con discapacidad y envía un mensaje de superación a la comunidad de discapacitados". Gerrick Kennedy de Los Angeles Times expresó un sentimiento similar, declarando: "Aquí hemos digerido un episodio sin rodeos en las complejidades de la discapacidad y hacerlo con mucho respeto y dignidad, y hay quejas sobre Artie por no estar en silla de ruedas en la vida real? Vamos, chicos".
Tim Stack de Entertainment Weekly llamó a "Wheels", un "excelente episodio", afirmando que lo hizo llorar varias veces. Aly Semigran de MTV también comentó que el episodio le hizo llorar, lo que sugiere que el desempeño de Lynch fue digna para un Emmy y comentó "una hora verdaderamente destacado en TV". Raymund Flandez de The Wall Street Journal criticó al episodio positivamente, llamando a la interpretación de Artie de "Dancing With Myself" como "pegadizo" y "optimista" y alabando la interpretación a Rachel de "Defying", la cual escribió:"Gravity. nos deja con ganas de más". Kennedy describió el episodio como "una perfección pura", y James Poniewozik de The Time hizo que el juego de palabras:"siempre ha sido un placer de Glee, pero si eleva sus ambiciones de narración de esta manera, lo que realmente puede desafiar la gravedad".
Alan Sepinwall de The Star-Ledger escribió que mientras él generalmente encuentra Glee ser "un show con una grave crisis de identidad", no le desagrada "Wheels" tanto como los episodios anteriores. Sepinwall escribió que mientras Glee puede ser "amplia y en su cara y autocomplaciente", este episodio fue "mucho más de escala humana [y] mucho más interesante". Maureen Ryan, del Chicago Tribune comentó igualmente que mientras que otros episodios de Glee carecen de "unidad de la coherencia y la narrativa", "Wheels" no tiene este problema, y lo describió como "un caso de enseñanza lo que hace bueno a Glee", y considera las tramas de Artie y de Kurt "provocativa y cuidadosamente manipulados".
Mike Hale de The New York Times consideró que el episodio fue problemático. Pensó que tener Kurt sabotear su propia audición envió un "mensaje confuso", y cree que la actriz Lauren Potter fue "utilizada como apoyo en la continua humanización de Sue Sylvester." Hale escribió que la historia se sentía "zalamero y artificial", aunque elogió Lynch para hacer la escena con la hermana de Sue "cálido y real". [30] de la revista Entertainment Weekly Dan Snierson sintieron que la revelación acerca de la hermana de Sue era "un poco manipuladora", aunque escribió que "no le importaba en ese momento glorioso." Confiaba en que los escritores de Glee no humanizar Sue con demasiada frecuencia, sin embargo, temiendo que perdería su "arrogancia dictatorial". Eric Goldman de IGN calificó el episodio 7.5/10, al comentar:"Realmente espere que el episodio estaba por llegar un montón de historias "problemáticas" fuera de la pista de una sola vez, porque eso era mucha exageración".Sentía que, aunque el episodio contenía "el humor sólido de siempre, momentos de carácter cálido y actuaciones musicales pegadizas", en general se sentía "muy especial después de la escuela".